# František Klemens
František Klemens (8. prosince 1914 Kdyně – 26. července 1985 Izrael) sloužil jako navigátor v průběhu druhé světové války u 311. bombardovací perutě Royal Air Force.

## Životopis
František Klemens se narodil v roce 1914 v židovské rodině, jeho původní jméno bylo František Khon. Studoval na lékařské fakultě Univerzity Karlovy, ale po nacistické okupaci uprchl do Anglie. V Anglii se stal v květnu 1942 příslušníkem 311. československé bombardovací perutě RAF a od září 1942 v ní sloužil jako navigátor. Po válce se vrátil do Československa; v roce 1945 byl vyznamenán Československým válečným křížem a Československou medailí za chrabrost. Dokončil studium a pracoval jako lékař; oženil se, měl dceru Helenu a syna Jiřího.
Na jaře 1951 se rozhodl s manželkou a dětmi emigrovat. Přihlásil se proto na brigádu do Kynžvartu, tedy asi 10 km od hranic, děti uspal prášky a ve velkých batozích je chtěli s manželkou přenést do Západního Německa. Byli ale chyceni a skončili ve vězení; František Klemens byl odsouzen na tři roky nepodmíněně, jeho manželka, protože byla těhotná, na čtyři měsíce.
Díky svému lékařskému vzdělání mohl František Klemens pracovat jako vězeňský lékař ve výchovném ústavu v Novém Jičíně. Tam se záměrně infikoval žloutenkou, aby se dostal do civilní nemocnice, z které se mu podařilo utéci. Po 16 dnech byl ale dopaden; trestem bylo dalších 14 měsíců a zákaz pracovat v oboru. Z vězení byl propuštěn v roce 1955. Ani pak ale nepřestal plánovat, jak s rodinou, do které mezitím přibyl syn Jan, uprchnout.
Až v roce 1964 se údajně u tehdejšího prezidenta Antonína Novotného za bývalého letce RAF přimluvil anglický filozof, matematik a nositel Nobelovy ceny za literaturu Bertrand Russell, a rodina dostala souhlas k vycestování do Izraele.
Celý příběh, do té doby neznámý, popsal v roce 1999 Klemensův synovec Ivan Dvořák v knize Report: příběh české židovské rodiny po druhé světové válce. Město Kdyně v květnu 2022 svému rodákovi odhalilo pamětní desku.